# Письма мадам де Севинье
Письма мадам де Севинье — комплекс посланий Мари де Рабютен-Шанталь, маркизы де Севинье, написанных во второй половине XVII века и впервые опубликованных отдельным изданием в 1726 году. Считаются самым известным эпистолярием в истории французской литературы.

## Создание и публикация
Мадам де Севинье, болезненно переносившая разлуку с дочерью, на протяжении почти 30 лет посылала ей по три-четыре письма в неделю. Кроме того, она писала письма своему учителю Жилю Менажу, родственнику Бюсси-Рабютену, близкому другу Арно де Помпонну. Бюсси-Рабютен включил несколько её писем в свои мемуары, опубликованные в 1696 году.
Первое отдельное издание писем вышло в 1726 году. В 1754 году была опубликована большая подборка, включавшая 772 писем, в 1818 году вышел 10-томник. К началу XXI века известно 1120 писем, авторство части из которых сомнительно (оригиналы сохранились лишь в незначительной степени). 
По случаю 300-летия смерти мадам де Севинье в 1996 году во Франции была учреждена Премия Севинье за лучшую публикацию ранее не изданных писем.

## Содержание
Письма разнообразны по содержанию и интонации: иногда они напоминают светскую и газетную хронику; из них можно узнать о процессе Николя Фуке, о смерти Франсуа Вателя, о женитьбе герцога Лозена. Стиль писем временами связан с прециозностью и галантной традицией, но он отражает также влияние картезианства и янсенизма. Глубокий психологизм писем мадам де Севинье созвучен главному произведению её подруги мадам де Лафайет — роману «Принцесса Клевская».
В письмах проявилась высокая начитанность автора: мадам де Севинье знала произведения Рабле и Монтеня, Мадлен де Скюдери и Кальпренеда, пьесы Пьера Корнеля и Жана Расина, исторические сочинения Тацита, книги итальянских писателей (Ариосто и Тассо) и французских богословов.

## Значение
Письма мадам де Севинье оказали огромное влияние на развитие эпистолярной традиции во Франции и на психологическую прозу XIX—XX веков.